# Hoplacephala oryx
Hoplacephala oryx är en tvåvingeart som beskrevs av Thomas Pape 2006. Hoplacephala oryx ingår i släktet Hoplacephala och familjen köttflugor.
Artens utbredningsområde är Namibia. Inga underarter finns listade i Catalogue of Life.